# Österreichische Meisterschaften im Grasskilauf 2011
Die Österreichischen Meisterschaften im Grasskilauf 2011 fanden am 20. und 21. August im Kendlgraben bei Wilhelmsburg in Niederösterreich im Rahmen internationaler FIS-Rennen statt. Ausgetragen wurden ein Riesenslalom, ein Super-G, ein Sprint-Slalom (in vier Durchgängen) und eine Kombination, die sich aus den Ergebnissen des Slaloms und des Super-Gs zusammensetzt. Neben den Österreichischen Staatsmeistern in der Allgemeinen Klasse (Jahrgang 1996 und älter) wurden auch die Österreichischen Juniorenmeister (Jahrgang 1991 bis 1996) ermittelt. An den Österreichischen Meisterschaften nahmen in der Allgemeinen Klasse zehn Herren und drei Damen teil, von denen sechs Herren und zwei Damen auch in der Juniorenklasse starteten. An den FIS-Rennen nahmen insgesamt 13 Damen und 28 Herren teil.
Österreichische Staatsmeisterin in allen vier Disziplinen wurde wie im Vorjahr Ingrid Hirschhofer. Bei den Herren gingen die Staatsmeistertitel im Super-G und in der Kombination an Michael Stocker, im Slalom an Jakob Rest und im Riesenslalom an Sascha Posch. Rest und Posch gewannen zudem jeweils zwei Juniorenmeistertitel: Rest im Slalom und in der Kombination, Posch im Riesenslalom und im Super-G. Österreichische Juniorenmeisterin in Slalom, Riesenslalom und Kombination wurde Daniela Krückel, während im Super-G Nicole Gerlach siegte.

## Übersicht der Österreichischen Staats- und Juniorenmeister im Grasskilauf 2011
|                                        | Slalom             | Riesenslalom       | Super-G            | Kombination        |
| -------------------------------------- | ------------------ | ------------------ | ------------------ | ------------------ |
| Österreichischer Staatsmeister 2011    | Jakob Rest         | Sascha Posch       | Michael Stocker    | Michael Stocker    |
| Österreichische Staatsmeisterin 2011   | Ingrid Hirschhofer | Ingrid Hirschhofer | Ingrid Hirschhofer | Ingrid Hirschhofer |
| Österreichischer Juniorenmeister 2011  | Jakob Rest         | Sascha Posch       | Sascha Posch       | Jakob Rest         |
| Österreichische Juniorenmeisterin 2011 | Daniela Krückel    | Daniela Krückel    | Nicole Gerlach     | Daniela Krückel    |

## Rennmodus und Streckendaten
Die Österreichischen Staats- und Juniorenmeisterschaften wurden im Rahmen international besetzter FIS-Rennen ausgetragen, das heißt, die Platzierung der österreichischen Läufer in diesen FIS-Rennen wurde zur Reihung in den Meisterschaftswertungen herangezogen. Die Kombinationswertung wurde nur für die Österreichischen Meisterschaften erstellt und nicht als FIS-Wettkampf gewertet. Neben den Österreichern nahmen Athleten aus Deutschland, Iran, Italien, Schweiz, der Slowakei und Tschechien an den FIS-Rennen teil.
Alle Wettbewerbe wurden auf der Grasskipiste Hochstraß (Koordinaten: 48° 5′ 7″ N, 15° 33′ 59″ O) im Kendlgraben bei Wilhelmsburg ausgetragen. Rennleiter aller Wettbewerbe war der Österreicher Herbert Köberl, Technischer Delegierter der FIS der Italiener Bruno Clapiz und Schiedsrichter der Tscheche Ladislav Novotný. Durchführender Verein war der BSV Voith St. Pölten.
|                                  | Riesenslalom         | Super-G            | Sprint-Slalom                     |
| -------------------------------- | -------------------- | ------------------ | --------------------------------- |
| Datum                            | 20. August           | 20. August         | 21. August                        |
| Startzeit 1. Lauf                | 10:30 Uhr            | 16:30 Uhr          | 10:30 Uhr (1. + 2. Lauf)          |
| Startzeit 2. Lauf                | 13:45 Uhr            | –                  | 13:00 Uhr (3. + 4. Lauf)          |
| Seehöhe Start                    | 553 m                | 553 m              | 529 m                             |
| Seehöhe Ziel                     | 468 m                | 468 m              | 468 m                             |
| Höhendifferenz                   | 085 m                | 085 m              | 061 m                             |
| Streckenlänge                    | 460 m                | 460 m              | 300 m                             |
| Kurssetzer 1. Lauf               | Johannes Posch (AUT) | Daniel Mačát (CZE) | Paul Lavnick (AUT) (1. + 2. Lauf) |
| Kurssetzer 2. Lauf               | Javad Seyd (IRA)     | –                  | Daniel Mačát (CZE) (3. + 4. Lauf) |
| Tore/Richtungsänderungen 1. Lauf | 20/18                | 15/13              | 22/22 (1. + 2. Lauf)              |
| Tore/Richtungsänderungen 2. Lauf | 20/17                | –                  | 24/24 (3. + 4. Lauf)              |
| Wetter                           | sonnig               | sonnig             | sonnig                            |
| Temperatur                       | 27 °C                | 27 °C              | 27 °C                             |

## Ergebnisse Herren Allgemeine Klasse
Jeweils zehn Österreicher starteten in der Allgemeinen Klasse.
(FIS = Platzierung im FIS-Rennen)

### Slalom
| Platz | FIS | Name                | Verein               | Jahrgang | Zeit 1. | Zeit 2. | Zeit 3. | Zeit 4. | Gesamtzeit  |
| ----- | --- | ------------------- | -------------------- | -------- | ------- | ------- | ------- | ------- | ----------- |
| 1     | 02  | Jakob Rest          | NF Wien              | 1991     | 22,12 s | 21,96 s | 21,66 s | 21,69 s | 1:27,43 min |
| 2     | 03  | Michael Stocker     | SC Neudörfl          | 1983     | 22,28 s | 22,00 s | 21,71 s | 21,71 s | 1:27,70 min |
| 3     | 08  | Hannes Angerer      | Innsbrucker SV       | 1994     | 22,95 s | 22,54 s | 21,92 s | 21,81 s | 1:29,22 min |
| 4     | 11  | Daniel Gschwandtner | SC Bad Tatzmannsdorf | 1990     | 22,98 s | 22,38 s | 22,52 s | 22,42 s | 1:30,30 min |
| 5     | 12  | Michael Krückel     | BSV Voith St. Pölten | 1988     | 23,25 s | 22,70 s | 22,74 s | 22,47 s | 1:31,16 min |
| 6     | 13  | Nico Balek          | WSV Traisen          | 1992     | 23,35 s | 22,84 s | 22,75 s | 22,60 s | 1:31,54 min |
| 7     | 15  | Andreas Guttmann    | SC Bad Tatzmannsdorf | 1993     | 23,69 s | 23,58 s | 22,74 s | 23,19 s | 1:33,20 min |
| 8     | 18  | Christoph Schranz   | USV Krispl-Gaißau    | 1993     | 23,95 s | 23,78 s | 23,75 s | 23,59 s | 1:35,07 min |
| 9     | 21  | Sascha Posch        | WSV Traisen          | 1992     | 23,02 s | 27,70 s | 23,12 s | 22,62 s | 1:36,46 min |

Ausgeschieden im zweiten Durchgang: Marc Zickbauer

### Riesenslalom
| Platz | FIS | Name              | Verein               | Jahrgang | Zeit 1. | Zeit 2. | Gesamtzeit  |
| ----- | --- | ----------------- | -------------------- | -------- | ------- | ------- | ----------- |
| 1     | 01  | Sascha Posch      | WSV Traisen          | 1992     | 33,94 s | 31,62 s | 1:05,56 min |
| 2     | 04  | Christoph Schranz | USV Krispl-Gaißau    | 1993     | 34,65 s | 32,69 s | 1:07,34 min |
| 3     | 07  | Jakob Rest        | NF Wien              | 1991     | 35,30 s | 32,35 s | 1:07,65 min |
| 4     | 10  | Michael Krückel   | BSV Voith St. Pölten | 1988     | 35,04 s | 33,07 s | 1:08,11 min |
| 5     | 11  | Nico Balek        | WSV Traisen          | 1992     | 35,55 s | 32,78 s | 1:08,33 min |
| 6     | 13  | Marc Zickbauer    | BSV Voith St. Pölten | 1986     | 35,83 s | 33,04 s | 1:08,87 min |
| 7     | 14  | Andreas Guttmann  | SC Bad Tatzmannsdorf | 1993     | 36,02 s | 32,89 s | 1:08,91 min |
| 8     | 20  | Hannes Angerer    | Innsbrucker SV       | 1994     | 48,88 s | 33,19 s | 1:22,07 min |

Ausgeschieden im ersten Durchgang: Michael Stocker, Daniel Gschwandtner

### Super-G
| Platz | FIS | Name                | Verein               | Jahrgang | Zeit    |
| ----- | --- | ------------------- | -------------------- | -------- | ------- |
| 01    | 01  | Michael Stocker     | SC Neudörfl          | 1983     | 31,93 s |
| 02    | 02  | Sascha Posch        | WSV Traisen          | 1992     | 32,15 s |
| 03    | 03  | Marc Zickbauer      | BSV Voith St. Pölten | 1986     | 32,27 s |
| 04    | 07  | Jakob Rest          | NF Wien              | 1991     | 32,71 s |
| 05    | 09  | Christoph Schranz   | USV Krispl-Gaißau    | 1993     | 32,80 s |
| 06    | 10  | Michael Krückel     | BSV Voith St. Pölten | 1988     | 32,90 s |
| 07    | 11  | Andreas Guttmann    | SC Bad Tatzmannsdorf | 1993     | 32,97 s |
| 08    | 14  | Hannes Angerer      | Innsbrucker SV       | 1994     | 33,18 s |
| 09    | 20  | Daniel Gschwandtner | SC Bad Tatzmannsdorf | 1990     | 34,26 s |
| 10    | 22  | Nico Balek          | WSV Traisen          | 1992     | 34,45 s |

### Kombination
| Platz | Name                | Verein               | Jahrgang | Zeit SG | Zeit SL     | Gesamtzeit  |
| ----- | ------------------- | -------------------- | -------- | ------- | ----------- | ----------- |
| 1     | Michael Stocker     | SC Neudörfl          | 1983     | 31,93 s | 1:27,70 min | 1:59,63 min |
| 2     | Jakob Rest          | NF Wien              | 1991     | 32,71 s | 1:27,43 min | 2:00,14 min |
| 3     | Hannes Angerer      | Innsbrucker SV       | 1994     | 33,18 s | 1:29,22 min | 2:02,40 min |
| 4     | Michael Krückel     | BSV Voith St. Pölten | 1988     | 32,90 s | 1:31,16 min | 2:04,06 min |
| 5     | Daniel Gschwandtner | SC Bad Tatzmannsdorf | 1990     | 34,26 s | 1:30,30 min | 2:04,56 min |
| 6     | Nico Balek          | WSV Traisen          | 1992     | 34,45 s | 1:31,54 min | 2:05,99 min |
| 7     | Andreas Guttmann    | SC Bad Tatzmannsdorf | 1993     | 32,97 s | 1:33,20 min | 2:06,17 min |
| 8     | Christoph Schranz   | USV Krispl-Gaißau    | 1993     | 32,80 s | 1:35,07 min | 2:07,87 min |
| 9     | Sascha Posch        | WSV Traisen          | 1992     | 32,15 s | 1:36,46 min | 2:08,61 min |

Die Kombinationswertung wurde aus den Zeiten des Super-Gs und des Slaloms berechnet.

## Ergebnisse Damen Allgemeine Klasse
Jeweils drei Österreicherinnen starteten in der Allgemeinen Klasse.

### Slalom
| Platz | FIS | Name               | Verein               | Jahrgang | Zeit 1. | Zeit 2. | Zeit 3. | Zeit 4. | Gesamtzeit  |
| ----- | --- | ------------------ | -------------------- | -------- | ------- | ------- | ------- | ------- | ----------- |
| 1     | 01  | Ingrid Hirschhofer | ASKÖ Hainfeld        | 1963     | 24,80 s | 24,37 s | 24,09 s | 23,99 s | 1:37,25 min |
| 2     | 08  | Daniela Krückel    | BSV Voith St. Pölten | 1995     | 26,72 s | 26,51 s | 26,12 s | 25,93 s | 1:46,32 min |
| 3     | 12  | Nicole Gerlach     | USC Faistenau        | 1994     | 26,45 s | 25,67 s | 39,45 s | 26,22 s | 1:57,79 min |

### Riesenslalom
| Platz | FIS | Name               | Verein               | Jahrgang | Zeit 1. | Zeit 2. | Gesamtzeit  |
| ----- | --- | ------------------ | -------------------- | -------- | ------- | ------- | ----------- |
| 1     | 2   | Ingrid Hirschhofer | ASKÖ Hainfeld        | 1963     | 36,92 s | 34,25 s | 1:11,17 min |
| 2     | 4   | Daniela Krückel    | BSV Voith St. Pölten | 1995     | 37,94 s | 35,25 s | 1:13,19 min |

Ausgeschieden im ersten Durchgang: Nicole Gerlach

### Super-G
| Platz | FIS | Name               | Verein               | Jahrgang | Zeit    |
| ----- | --- | ------------------ | -------------------- | -------- | ------- |
| 1     | 02  | Ingrid Hirschhofer | ASKÖ Hainfeld        | 1963     | 34,58 s |
| 2     | 08  | Nicole Gerlach     | USC Faistenau        | 1994     | 35,60 s |
| 3     | 11  | Daniela Krückel    | BSV Voith St. Pölten | 1995     | 37,05 s |

### Kombination
| Platz | Name               | Verein               | Jahrgang | Zeit SG | Zeit SL     | Gesamtzeit  |
| ----- | ------------------ | -------------------- | -------- | ------- | ----------- | ----------- |
| 1     | Ingrid Hirschhofer | ASKÖ Hainfeld        | 1963     | 34,58 s | 1:37,25 min | 2:11,83 min |
| 2     | Daniela Krückel    | BSV Voith St. Pölten | 1995     | 37,05 s | 1:46,32 min | 2:23,37 min |
| 3     | Nicole Gerlach     | USC Faistenau        | 1994     | 35,60 s | 1:57,79 min | 2:33,39 min |

Die Kombinationswertung wurde aus den Zeiten des Super-Gs und des Slaloms berechnet.

## Ergebnisse Junioren
Jeweils sechs Österreicher starteten in der Juniorenklasse.

### Slalom
| Platz | FIS | Name              | Verein               | Jahrgang | Zeit 1. | Zeit 2. | Zeit 3. | Zeit 4. | Gesamtzeit  |
| ----- | --- | ----------------- | -------------------- | -------- | ------- | ------- | ------- | ------- | ----------- |
| 1     | 02  | Jakob Rest        | NF Wien              | 1991     | 22,12 s | 21,96 s | 21,66 s | 21,69 s | 1:27,43 min |
| 2     | 08  | Hannes Angerer    | Innsbrucker SV       | 1994     | 22,95 s | 22,54 s | 21,92 s | 21,81 s | 1:29,22 min |
| 3     | 13  | Nico Balek        | WSV Traisen          | 1992     | 23,35 s | 22,84 s | 22,75 s | 22,60 s | 1:31,54 min |
| 4     | 15  | Andreas Guttmann  | SC Bad Tatzmannsdorf | 1993     | 23,69 s | 23,58 s | 22,74 s | 23,19 s | 1:33,20 min |
| 5     | 18  | Christoph Schranz | USV Krispl-Gaißau    | 1993     | 23,95 s | 23,78 s | 23,75 s | 23,59 s | 1:35,07 min |
| 6     | 21  | Sascha Posch      | WSV Traisen          | 1992     | 23,02 s | 27,70 s | 23,12 s | 22,62 s | 1:36,46 min |

### Riesenslalom
| Platz | FIS | Name              | Verein               | Jahrgang | Zeit 1. | Zeit 2. | Gesamtzeit  |
| ----- | --- | ----------------- | -------------------- | -------- | ------- | ------- | ----------- |
| 1     | 01  | Sascha Posch      | WSV Traisen          | 1992     | 33,94 s | 31,62 s | 1:05,56 min |
| 2     | 04  | Christoph Schranz | USV Krispl-Gaißau    | 1993     | 34,65 s | 32,69 s | 1:07,34 min |
| 3     | 07  | Jakob Rest        | NF Wien              | 1991     | 35,30 s | 32,35 s | 1:07,65 min |
| 4     | 11  | Nico Balek        | WSV Traisen          | 1992     | 35,55 s | 32,78 s | 1:08,33 min |
| 5     | 14  | Andreas Guttmann  | SC Bad Tatzmannsdorf | 1993     | 36,02 s | 32,89 s | 1:08,91 min |
| 6     | 20  | Hannes Angerer    | Innsbrucker SV       | 1994     | 48,88 s | 33,19 s | 1:22,07 min |

### Super-G
| Platz | FIS | Name              | Verein               | Jahrgang | Zeit    |
| ----- | --- | ----------------- | -------------------- | -------- | ------- |
| 1     | 02  | Sascha Posch      | WSV Traisen          | 1992     | 32,15 s |
| 2     | 07  | Jakob Rest        | NF Wien              | 1991     | 32,71 s |
| 3     | 09  | Christoph Schranz | USV Krispl-Gaißau    | 1993     | 32,80 s |
| 4     | 11  | Andreas Guttmann  | SC Bad Tatzmannsdorf | 1993     | 32,97 s |
| 5     | 14  | Hannes Angerer    | Innsbrucker SV       | 1994     | 33,18 s |
| 6     | 22  | Nico Balek        | WSV Traisen          | 1992     | 34,45 s |

### Kombination
| Platz | Name              | Verein               | Jahrgang | Zeit SG | Zeit SL     | Gesamtzeit  |
| ----- | ----------------- | -------------------- | -------- | ------- | ----------- | ----------- |
| 1     | Jakob Rest        | NF Wien              | 1991     | 32,71 s | 1:27,43 min | 2:00,14 min |
| 2     | Hannes Angerer    | Innsbrucker SV       | 1994     | 33,18 s | 1:29,22 min | 2:02,40 min |
| 3     | Nico Balek        | WSV Traisen          | 1992     | 34,45 s | 1:31,54 min | 2:05,99 min |
| 4     | Andreas Guttmann  | SC Bad Tatzmannsdorf | 1993     | 32,97 s | 1:33,20 min | 2:06,17 min |
| 5     | Christoph Schranz | USV Krispl-Gaißau    | 1993     | 32,80 s | 1:35,07 min | 2:07,87 min |
| 6     | Sascha Posch      | WSV Traisen          | 1992     | 32,15 s | 1:36,46 min | 2:08,61 min |

Die Kombinationswertung wurde aus den Zeiten des Super-Gs und des Slaloms berechnet.

## Ergebnisse Juniorinnen
Jeweils zwei Österreicherinnen starteten in der Juniorenklasse.

### Slalom
| Platz | FIS | Name            | Verein               | Jahrgang | Zeit 1. | Zeit 2. | Zeit 3. | Zeit 4. | Gesamtzeit  |
| ----- | --- | --------------- | -------------------- | -------- | ------- | ------- | ------- | ------- | ----------- |
| 1     | 08  | Daniela Krückel | BSV Voith St. Pölten | 1995     | 26,72 s | 26,51 s | 26,12 s | 25,93 s | 1:46,32 min |
| 2     | 12  | Nicole Gerlach  | USC Faistenau        | 1994     | 26,45 s | 25,67 s | 39,45 s | 26,22 s | 1:57,79 min |

### Riesenslalom
| Platz | FIS | Name            | Verein               | Jahrgang | Zeit 1. | Zeit 2. | Gesamtzeit  |
| ----- | --- | --------------- | -------------------- | -------- | ------- | ------- | ----------- |
| 1     | 4   | Daniela Krückel | BSV Voith St. Pölten | 1995     | 37,94 s | 35,25 s | 1:13,19 min |

Ausgeschieden im ersten Durchgang: Nicole Gerlach

### Super-G
| Platz | FIS | Name            | Verein               | Jahrgang | Zeit    |
| ----- | --- | --------------- | -------------------- | -------- | ------- |
| 1     | 08  | Nicole Gerlach  | USC Faistenau        | 1994     | 35,60 s |
| 2     | 11  | Daniela Krückel | BSV Voith St. Pölten | 1995     | 37,05 s |

### Kombination
| Platz | Name            | Verein               | Jahrgang | Zeit SG | Zeit SL     | Gesamtzeit  |
| ----- | --------------- | -------------------- | -------- | ------- | ----------- | ----------- |
| 1     | Daniela Krückel | BSV Voith St. Pölten | 1995     | 37,05 s | 1:46,32 min | 2:23,37 min |
| 2     | Nicole Gerlach  | USC Faistenau        | 1994     | 35,60 s | 1:57,79 min | 2:33,39 min |

Die Kombinationswertung wurde aus den Zeiten des Super-Gs und des Slaloms berechnet.